# Raphael Augustinus Kleweta
Raphael Augustinus Kleweta (né le 28 mai 1949 à Łódź et décédé le 30 avril 2016 à Carcassonne) est un peintre et graveur polonais. Il est aussi le fondateur des Éditions Anima Mundi, qui publient des livres d'art.

## Biographie
Né à Łódź dans une famille de peintres et de graveurs, il suit les cours préparatoires  aux Beaux-Arts de Lodz. Il travaille ensuite comme dessinateur pour le cinéma à la régie Hoffman "Deluge" avant de bénéficier de diverses bourses (premier étudiant officiel en R.F.A. en 1971) Fonds prof. Sackenheim ; bourse de l’industrie «Blasin», bourse  Land Nordrhein – Westphalien. En 1976 il obtient le titre de maître graveur chez le prof. Heerich. Diplôme de l’Ecole Nationale Supérieure des Beaux-Arts à Düsseldorf. En 1972 il entre dans le “Who’s Who by Art” en Allemagne. Il travaille depuis en profession libérale  comme peintre et artiste graveur. En 1976 s’installe dans le Pays Cathare, dans l'Aude. Il est le créateur de plusieurs médailles, et dessinateur pour des collections de bijoux. Réalisation également d’ornements pour le cabinet personnel du cheik d’Arabie saoudite.
Peintre enregistré chez Akoun dans La côte des peintres, 1990.
Depuis 1989 il dirige sa propre maison d’édition Anima Mundi où jusqu’à aujourd’hui, il a illustré et édité plus de cinquante titres.
Création de livres bibliophiles avec des couvertures en bois peintes en miniatures.
Depuis 2003 il figure dans le "Who’s Who in France". Son travail est couronné par de nombreux prix internationaux dans le domaine de la gravure. Il a représenté  la  France à la Biennale de gravures au Portugal et en Chine. Ses livres figurent dans des célèbres bibliothèques et instituts français en Europe et collections privées  dans le monde entier.

## Prix et distinctions
- 1979 : Prix d’honneur pour la gravure sur bois  (Prix de Josef  Gielniak) décerné par le musée Jelenia Gora en Pologne.
- 1979 : Prix de la ville d'Aubiere  (un des douze prix parallèles pour le monde entier pour la gravure, sur la Triennale Mondiale d’Estampes à Chamaliere)- médaille.
- 1995 : Prix de la ville de Cauterets  «Prestige des Arts»- médaille de bronze pour la peinture.
- 1995 : Prix de la ville de Mirepoix  pour la création graphique.
- 1995 : Prix de ville Fanjeaux pour la peinture-médaille.
- 1999 : Représente la France en compétition  au Portugal à Amadora  (Biennale de la gravure).
- 1999 : Choix de  A.M.A.C.  (Association Mouvement Art Contemporain).
- 2000 : Prix de  Mir Art  de la ville  de Salies du Salat-médaille.
- 2000 : Représente la France  en Chine  à Qingdao (International print exhibition).
- 2000 : Choix du Gouvernement Chinois.
- 2002 : Représente la Pologne  sur le Salon Européen d’arts plastiques du pays basque) à Biriatou, Choix de «Prismes d’art».
- 2005 : Invité d’honneur à la «Biennale d’Art Contemporain de Navarre», St. Jean Pied-de-Port.

Ses Œuvres sont présentes dans les collections de :
- Musée d’Art Contemporain à Lodz, Pologne.
- Musée d’Art Contemporain de Düsseldorf (Graphische Sammlung  Ehrenhof), Allemagne.
- Artothèque de Düsseldorf, Allemagne.
- Collection des « livres d’artistes », Médiathèque de Nîmes.
- Archives de la Bibliothèque Municipale de la ville de Toulouse.
- Bibliothèque Municipale de Montpellier.
- Bibliothèque Universitaire de Montpellier.
- Bibliothèque Universitaire de Lausanne, Suisse.
- Musée de Laverune.
- Musée de Pierre Bayle à Carla Bayle.
- Bibliothèque de Mande.
- Bibliothèque de Graveline.
- Bibliothèque de Bagnouls sur Cèze.
- Bibliothèque de Carcassonne.
- Ville de Liège, Fonds Patrimoniaux, Belgique.
- Bibliothèque Ulysse Capitaine.
- Kunstsammlung de «Veste Coburg», Allemagne.
- Ville de Saint Etienne Bibliothèque «Elsa Triolet».
- La bibliothèque  des Chiroux de la ville de Liège, collections régionales et locales du « Fonds *Wallon », Belgique.
- Dans presque tous les Instituts Français en Europe.
- Dans de nombreuses collections privées de gravures.

## Les éditions Anima Mundi
Fondées en 1990 par Raphaël Augustinus Kleweta, les éditions Anima Mundi proposent des livres d’artiste en éditions originales avec bois gravé et gravures sur cuir réalisés sur des vélins de très grande qualité. L’éditeur, Raphaël Augustinus Kleweta, graveur d’art, centre sa production sur ces ouvrages bibliophiliques à tirage limité. Il a développé par ailleurs un partenariat avec les éditions Tiresias ; ensemble, ils créent des ouvrages de vulgarisation de gravures originales vendus à des prix accessibles.
Ses livres sont réalisés sur des papiers artisanaux. Gravures en taille douce sur cuivre, bois et acier, sont réalisées dans les ateliers des éditions.
- Spécialités : Arts graphiques, Beaux-arts, Beaux livres, Bibliophilie, Ésotérisme, Philosophie, Poésie.
- Coordonnées : Las Estampios, 11240 Belvèze du Razes, France. Tél. : 00 33 (0)4 68 69 14 16. Courriel:animamundi@orange.fr
- Nombre de Titres par an : 3.
- Nombre de Titres au catalogue : 45.
- Domaine(s): Poésie, Beaux-arts, Régionalisme.
- Tirages moyens: 50 exemplaires.
- Ouvrages, titres et collections : Cinquante-neuf ouvrages sur la philosophie et la poésie en typographie avec les gravures originales à tirage limité, signé et numérotés. Coll. « Paracelsica », « Ariadne », « Mutus Liber », "Les philosophes de l’antiquité"'"Tabula in Naufrage"

Participation à des Salons/Festivals du Livre :
- Marché de la poésie de Paris ;
- Rencontres Internationales de l'Edition de Création, à Marseille en octobre, organisées par Le Pôle de Recherches et de développement des arts et métiers du livre ;
- Salon du livre de Paris, porte de Versailles, du 14 au 19 mars 2008. Stand B56, Languedoc Roussillon.